# IJ (Amsterdam)
Pour les articles homonymes, voir IJ.
L'IJ (en néerlandais : [ɛi̯] ) est un lac néerlandais d'eau douce, ancien bras du Zuiderzee, situé à Amsterdam, en Hollande-Septentrionale. Il permet de joindre l'Ĳmeer au sud-est au canal de la Mer du Nord au nord-ouest. Séparé en deux par les écluses d'Orange entre Schellingwoude et le Zeeburgereiland, il est le reliquat d'une baie beaucoup plus vaste.

## Origine du nom
Le nom IJ est apparenté à l'hydronyme Aa et signifie « eau ». « IJ » est un digramme en néerlandais, d'où l'emploi d'une majuscule pour le « J ». Sur les cartes anciennes le nom était Ye ou simplement Y, comme sur celle de 1850 présentée plus bas.

## Géographie
Aujourd'hui, le lac est en deux parties :
- à l'ouest, le Binnen-IJ (l'IJ intérieur), ou Afgesloten-IJ (l'IJ fermé), reçoit 0,6 % des eaux du Rhin qui coulent ensuite vers le canal de la Mer du Nord avec lequel n'existe aucune séparation physique, ce qui permet de rejoindre le port d'IJmuiden et la mer du Nord, après une station de pompage et un système d'écluses ;
- à l'est, le Buiten-IJ (l'IJ extérieur) forme la prolongation des Ĳmeer et Markermeer sans aucune séparation physique.

Ces deux lacs sont séparés par l'ensemble des écluses d'Orange.

## Histoire

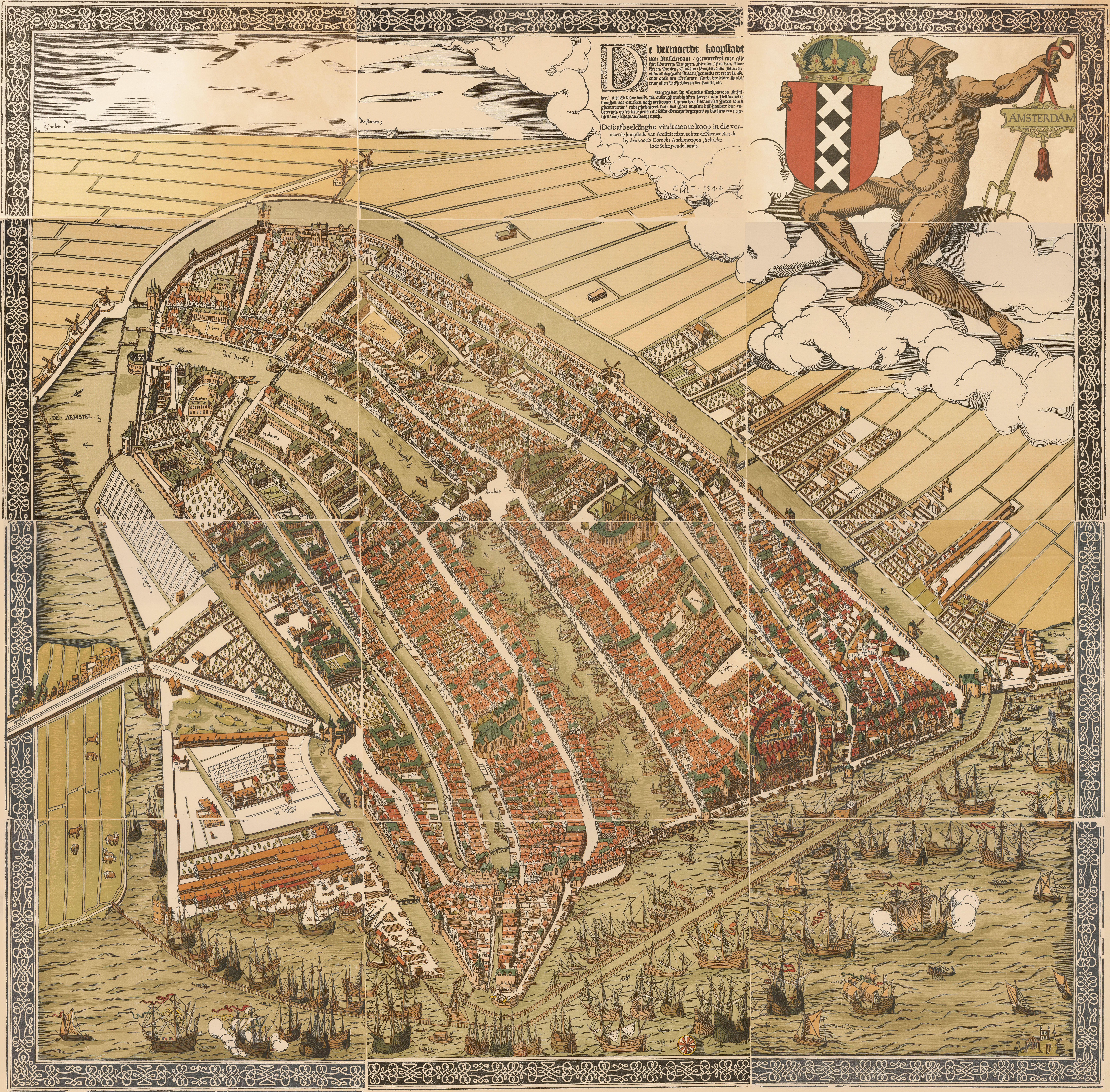
Amsterdam en 1544 selon Cornelis Anthonisz, avec l'IJ au premier plan.

Amsterdam et ses environs en 1850. La ville s'étend le long du canal Singel. Le Haarlemmermeer et l'IJ ne sont pas encore (partiellement) asséchés.

Il existe plusieurs théories sur les origines de l'IJ. Peut-être que celui-ci commence comme un ruisseau, à la suite d'une percée dans les dunes de Castricum. Plus vraisemblablement, l'IJ est un vestige d'un bras nord du delta du Rhin. Enfin, l'IJ pourrait également provenir du lac d'Almere.
Quoi qu'il en soit, à la période romaine, l'IJ communiquait d'un côté avec le lac d'Almere et le Vecht et de l'autre avec la mer du Nord. La connexion avec cette dernière disparaît par la suite, tandis que l'IJ au Moyen Âge s'élargit. Ceci est dû à l'émergence du Zuiderzee, lui-même le résultat d'un certain nombre de tempêtes, notamment le déluge de la Toussaint de 1170.
Au Moyen Âge, des digues le long de l'IJ sont construites. Au sud se trouvent le fleuve Amstel et à l'est de la digue Saint-Antoine (Sint Antoniesdijk, plus tard remplacée par d'autres). En allant vers l'ouest, le fleuve Amstel est barré par les Haarlemmerdijk et Spaarndammerdijk. Au nord, l'IJdijk est construite. Le long des digues septentrionales, plusieurs villages sont apparus ; d'est en ouest, se trouvent ainsi Durgerdam, Schellingwoude, Nieuwendam et Buiksloot, qui font aujourd'hui partie de la commune d'Amsterdam.
Au milieu du XIXe siècle, la décision est prise d'assécher la plus grande partie de cette baie — qui s'étendait jusqu'à Velsen et Beverwijk au nord-ouest — et de construire un barrage, avec écluses séparant l'IJ en deux, le Buiten-IJ (partie orientale) restant une prolongation du Zuiderzee. Simultanément, on construit le canal de la Mer du Nord, sans aucune séparation avec le Binnen-IJ (partie occidentale), qui est inauguré en 1876.
L'IJ actuel n'est donc que le reliquat d'une baie beaucoup plus vaste, puisqu'il est jadis un grand bras de mer du Zuiderzee. Après 1932 et la construction de l'Afsluitdijk et jusqu'en 1976 avec la construction de l'Houtribdĳk, l'IJ fait partie du plus vaste IJsselmeer.
Près de Spaarndam, à l'ouest d'Amsterdam, se trouve un autre IJ, petit lac qui faisait partie de la même étendue d'eau et qui conserve aussi le même nom.

## Aménagements de transport

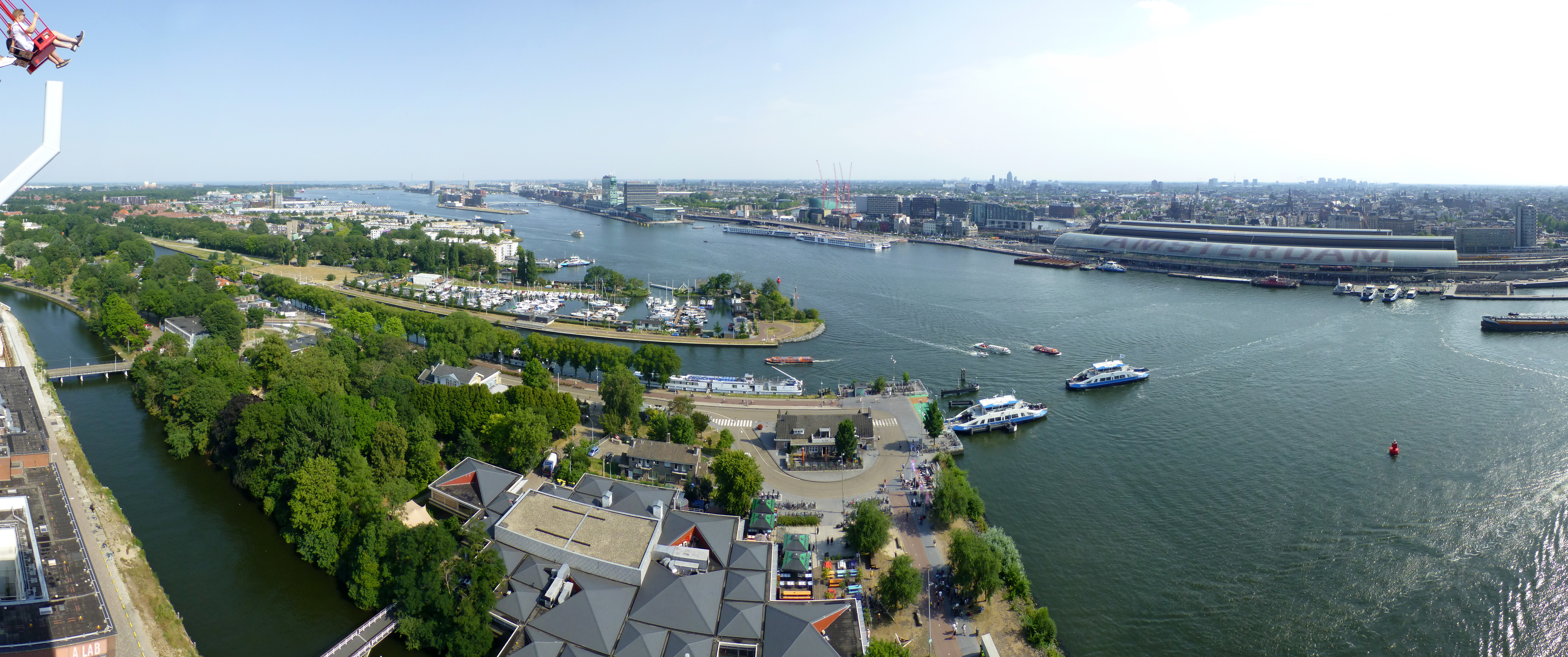
Bacs sur la partie centrale de l'IJ.

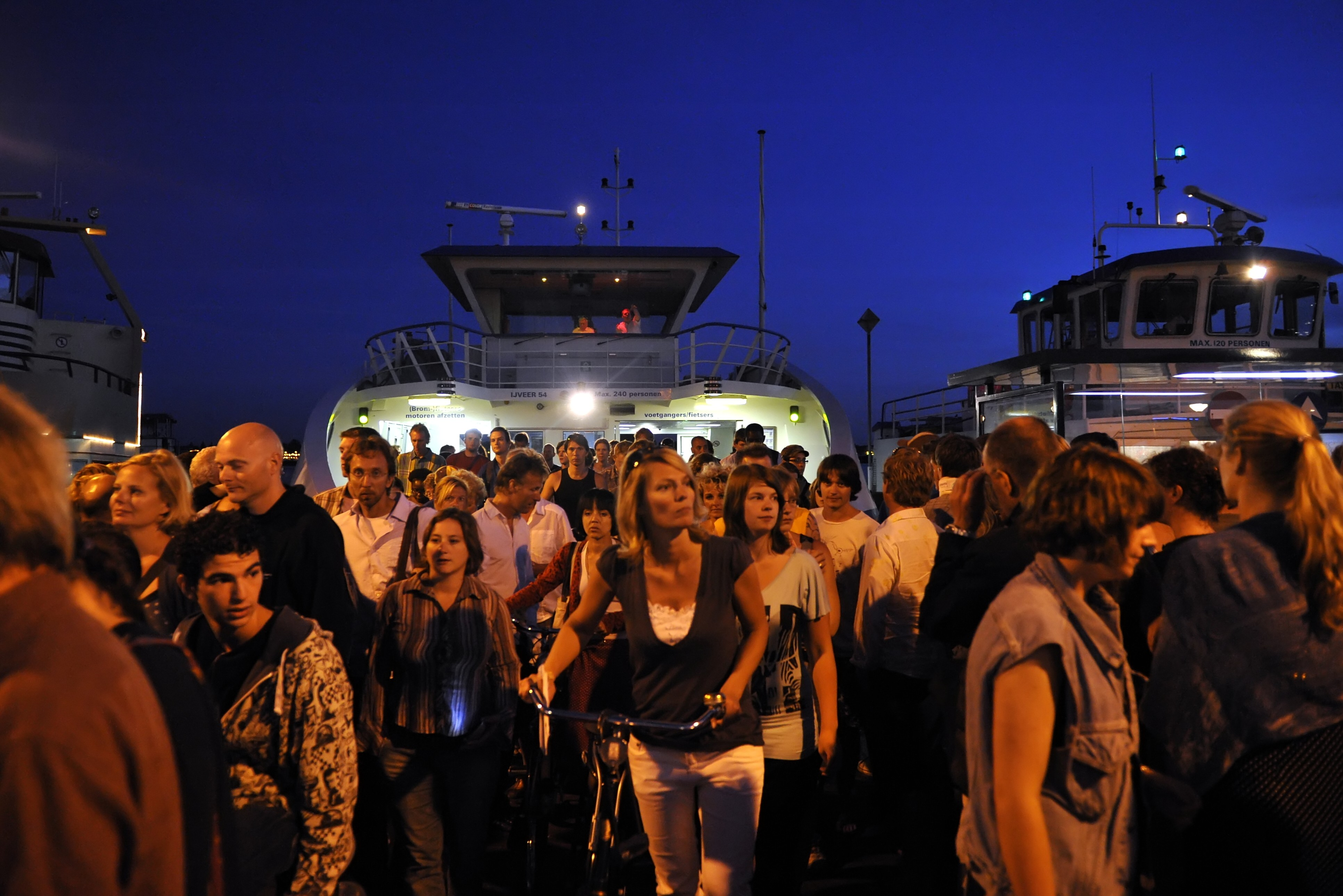
Bac sur l'IJ, à hauteur du NDSM-werf, en 2009.

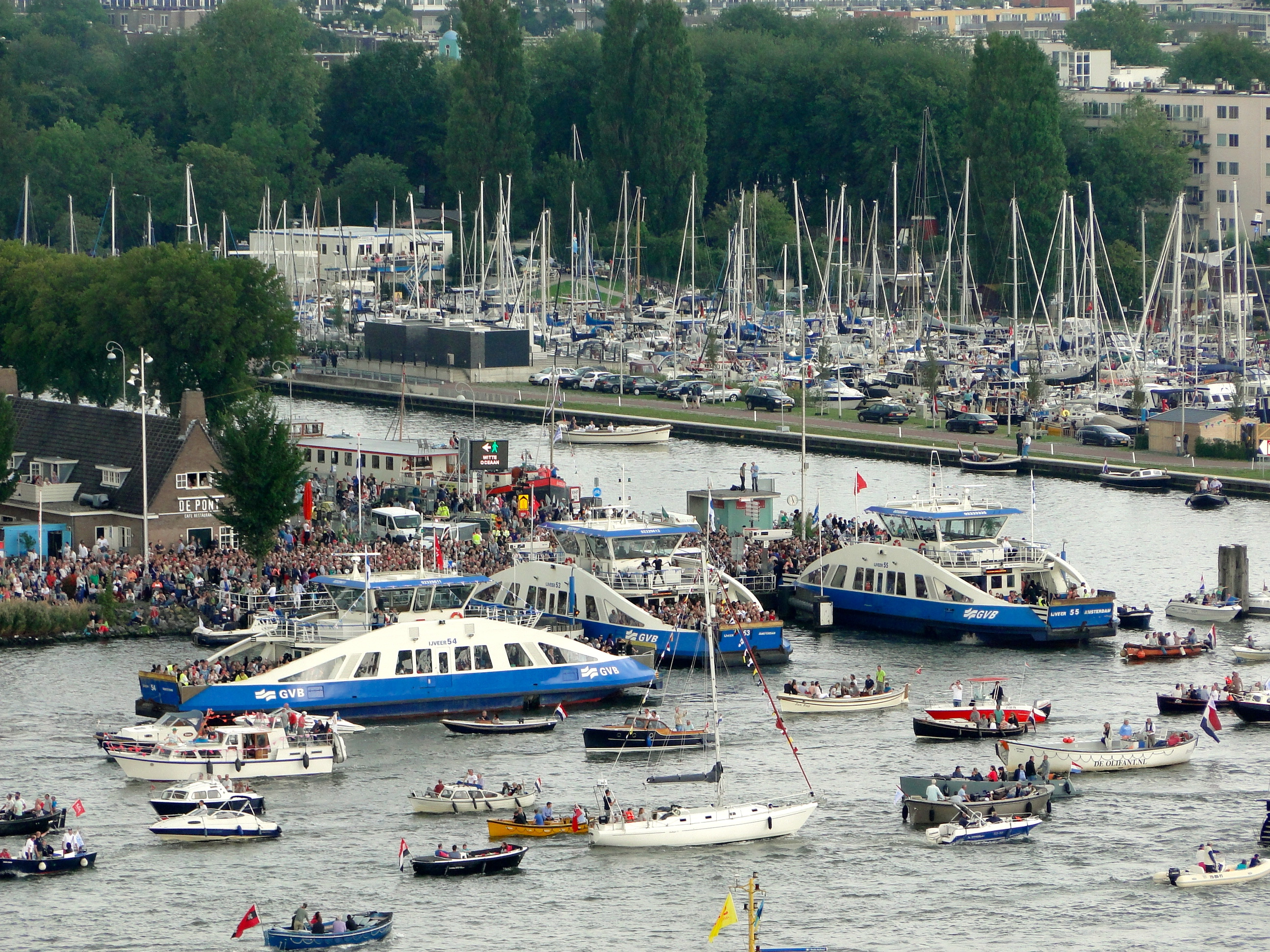
Bacs sur la rive nord de l'IJ, lors de l'édition 2015 de Sail Amsterdam.

Plusieurs bacs, dits ferries, relient les rives nord et sud de l'IJ. Depuis 1897, un service est assuré entre la gare centrale d'Amsterdam et Amsterdam-Nord. Au cours du XXe siècle, le nombre de services de bac ne cesse d'augmenter. Depuis 1943, ils sont tous assurés par la même compagnie de transport municipal, la GVB, qui assure également les lignes de tramway et de métro.
Depuis la construction de plusieurs ponts et tunnels, l'importance des bacs pour le transport routier diminue fortement : aujourd'hui, ils sont essentiellement utilisés par les piétons et cyclistes. La municipalité d'Amsterdam souhaite à moyen terme la réalisation de deux ponts supplémentaires au-dessus de l'IJ, ainsi que d'un tunnel sous sa partie centrale, proche du passage de la Noord/Zuidlijn.

## Îles artificielles
Dans le cœur d'Amsterdam, en face de l'ancienne embouchure de l'Amstel, trois îles artificielles sont créées entre 1870 et 1880. Le sable utilisé à cet effet provient des dunes d'IJmuiden et du chantier du canal de la Mer du Nord. La gare centrale d'Amsterdam, inaugurée en 1889, est construite sur la plus centrale (Stationseiland) de ces îles. Dès lors, le centre historique d'Amsterdam est séparé de l'IJ et sa fonction portuaire est déplacée vers l'ouest et l'est.
À la fin du XIXe siècle, une nouvelle zone portuaire est formée dans la partie orientale du Binnen-IJ, sur plusieurs presqu'îles artificielles (Oostelijk Havengebied). Fin XXe siècle, cette zone est transformée en quartier d'habitation, dont de nombreuses habitations donnent directement sur les eaux de l'IJ.
Plus à l'est encore, dans le Buiten-IJ et l'Ĳmeer, plusieurs îles artificielles sont créées. Le fort de Pampus, qui fait partie de la ligne de défense d'Amsterdam, est bâti dans les années 1870. Le nouveau quartier d'IJburg, consistant en une multitude de nouvelles îles, est en cours de construction : le sable nécessaire à la construction de cette île provient de la région de Lelystad.
À l'ouest, plusieurs presqu'îles prennent forme au fur et à mesure que le port d'Amsterdam s'agrandissait.
Lors de l'assèchement de l'IJ, on avait réalisé sur le territoire de la commune de Haarlemmerliede en Spaarnwoude un nouveau polder englobant trois anciennes îles : Ruigoord, De Hoorn et Jan Rebellenwaard. Lorsque les autorités de la ville d'Amsterdam veulent détruire le village de Ruigoord et ses environs pour la construction et l'agrandissement de la zone portuaire de l'Afrikahaven, une vague de protestations et de manifestations réussit à faire sauvegarder partiellement cette zone. Ruigoord est aujourd'hui connu comme un lieu à part à Amsterdam, attirant des publics éclectiques pour ses fréquentes manifestations culturelles.